# Iglesia de San Pedro (Ayerbe)
La iglesia de San Pedro, en Ayerbe (España), es una construcción de sillería, sillarejo, ladrillo y tapial que ofrece obra de varias épocas. Nave de cinco tramos y capilla mayor poligonal. La decoración del interior del templo es de concepción neoclásica: pilastras y cornisas están inspiradas en el orden jónico, al que siguen con fidelidad. Hay coro a los pies sobre lunetos y con frente de arco carpanel. Fachada con decoración programada, toda ella es de piedra y concentra su decoración en la portada. La portada está protegida, en el interior, por un biombo de madera, de tableros lisos. La iglesia, hoy, no tiene torre. Su fábrica es del siglo XVI, conservando obras de diversas épocas. Cuenta con un museo religioso importante y un órgano, de trompetería vertical y horizontal, de mediados del siglo XIX.

## Capillas

### Nuestra Señora de Casbas
Cubierta con cúpula barroca, con curioso y no muy frecuente adorno pinjante en su centro; en sus pechinas, ostenta el escudo de los Ena. El retablo es barroco, siglo XVIII. La imagen de la titular es románica, del siglo XII. Está restaurada. Destacan dos lienzos, el de la Purísima Concepción siglo XVIII y el de Nuestra Señora del Pópulo, éste de marcada influencia bizantina.
El sagrario es una curiosa pieza de pintura sobre tabla (¿siglo XVI?) que procede de Fontellas.

### Nuestra Señora del Pilar
Su retablo barroco procede de la Colegiata de San Pedro. El lienzo representa a Santiago y los siete convertidos de Zaragoza. Está fechado en 1734.

### Santo Cristo
La imagen del Crucificado procede de la capilla de los Soler de la desaparecida - Colegiata de San Pedro. Llama la atención la forzada postura de Jesucristo en la cruz (siglo XVIII).

### Panteón de los Urriés
En el año 1980 fue restaurado, y desde el 25 de diciembre de ese mismo año hace las veces de "Museo Parroquial", exponiéndose diversos objetos, algunos de excelente calidad artístíca, como el busto de plata de San Pedro (siglo XVI), Custodia procesional (1727), así como tallas y grupos escultóricos procedentes de la parroquia y de las iglesias de Fontellas y Losanglis, aldeas de Ayerbe.

### Presbiterio
Retablo mayor de madera y yeso. Lo preside San Pedro Apóstol. En un lateral. la Virgen del Remedio, imagen excesivamente restaurada, que, al parecer, presidió el retablo mayor del convento de dominicos.
En los laterales sobresalen las tallas de Santa Elena y Santa Catalina (siglo XII), de madera policromada en oro, recientemente restauradas.
Situados en el retablo hay cuatro brazos relicarios de madera dorada, y dos ángeles candelabro de madera plateada y dorada (siglo XVIII).
Los cuadros que cuelgan de sus muros proceden de la parroquia (La Stma. Trinidad, siglo XVIII) y de Fontellas (Sagrada Familia, siglo XVIII).

### Sacristía
Digna de mención es su cálajera (siglo XIX); destacan asimismo la mesa y sillones y algunos cuadros, como un Ecce Homo (siglo XII), cuyo rostro alargado. recuerda las pinturas del Greco, y una Dolorosa (siglo XII).
Interesantes son las puertas del armario del tesoro y algunas piezas de éste, como las dos cruces procesionales (siglo XVI), algunos cálices (siglos xv al XVII) y otros objetos de culto.
Entre los ornamentos sobresale el terno de los Lanuza (siglo XVI), de seda morada.

### San Antonio
Retablo compuesto por dos piezas de diferente procedencia. La superior reproduce la aparición de la Virgen a Santo Domingo (siglo XVIII).
La imagen del titular es buena talla (siglo XX), y la de San Andrés es del siglo XVIII. Ostenta el escudo de los Pérez.
A veces, en esta capilla está el Santo Cristo de Sayetas, que tiene la particularidad de presentar a Jesucristo con tez morena y sin barba. Lleva cabello natural y sus rasgos faciales parecen tener influencias centroamericanas o sudamericanas.

### Santa Leticia
Dedicada a la patrona de la villa. El retablo, barroco, carece de interés; es del siglo XVIII. La imagen de la titular está "restaurada".

### San Benito
Su retablo (siglo XII) procede de la desaparecida ermita de San Benito. Lo corona el escudo heráldico de los Sanjuán. En un lateral, imagen de San Antonio Abad.

### Baptisterio
La pila bautismal procede de la desaparecida Colegiata de San Pedro.

### Coro

#### Sillería

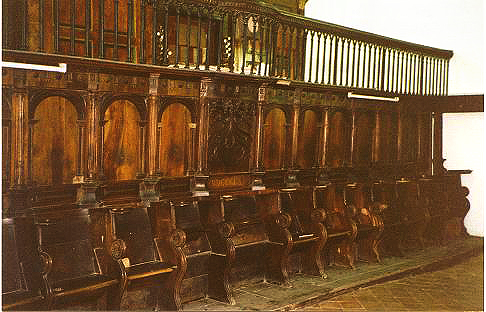
Sillería del coro

La sillería del coro, está realizada toda en madera de nogal, barnizada en color oscuro. Se dispuso en tres lados, siendo la parte frontal, que también cumple la función de servir de soporte a la tribuna del órgano, la que más sitiales contiene. Su instalación no se hizo correctamente, por cuanto no se contempló la existencia de sillas en chaflán y por lo que el sitial del extremo derecho, según la presidencia, quedó prácticamente inservible. Los sitiales están dispuestos en una sola hilera, desestimándose la existencia de sillas altas y bajas. 
Hasta la reforma de la iglesia en 1964, delante de la sillería principal hubo dos bancos. También había en medio del coro un enorme facistol (mueble cuyo cuerpo superior gira sobre su eje y donde se colocaban, abiertos los enormes misales y cantorales). 
La sillería consta de veintidós sillas aparentemente de iguales proporciones, salvo la sede presidencial, que es más ancha que las restantes. Los sitiales ubicados en el frente derecho son ligeramente más estrechos que los demás. En la práctica, el número de asientos se reducen a veinte, pues, aparte del anteriormente citado, existe otro que hace la función de puerta de acceso al órgano. Las sillas constan de asiento abatible con misericordia, apoyabrazos superiores, apoyamanos inferiores y respaldo alargado. El sitial del extremo derecho tiene asiento fijo careciendo de misericordia. 
Toda la sillería está instalada sobre una plataforma de madera, para aislarla del suelo, no existiendo diferencia de nivel entre la silla presidencial y las demás. 
Al ejecutar esta sillería se supieron combinar magníficamente varios estilos artísticos, resultando un buen trabajo de gusto ecléctico. Los sitiales, en su concepción, están inspirados, en parte, en las sillerías de coro góticas, teniendo presentes otros cánones de otros estilos artísticos para esta clase de mobiliario. Todo el conjunto es de una sobriedad total, aunque los elementos decorativos más destacados se reservaron para los respaldos y apoyamanos

#### Órgano

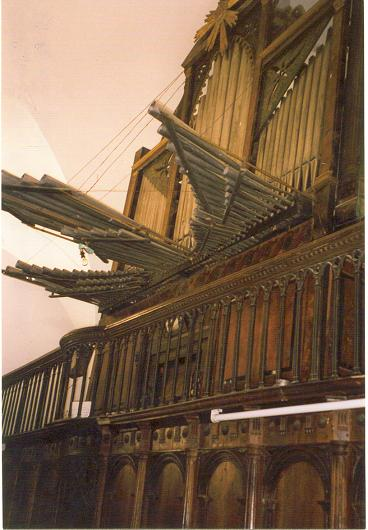
Órgano

Es obra de los talleres Nogués de Zaragoza. Tiene 56 teclas y los tubos de los extremos van en disminución hacia el centro y de éste surgen otros tubos que superan a aquellos en longitud. La disposición del mismo, y la caja o fachada, se asemejan mucho al órgano de Tauste. Asimismo hay cierto parecido con el órgano de Bailo en la disposición de tubos y trompetas. Por otro lado, los nombres de los juegos que constan en el exterior, no se corresponden con los que hay escritos dentro del órgano. 

## Historia
Era la iglesia del convento de dominicos, advocación de Nuestra Señora del Remedio, fundado por don Hugo de Urriés y Ximénez de Cerdán, VIII Señor de la Baronía de Ayerbe, y su mujer doña Greyda de Lanuza, poniendo la primera piedra el año 1543 y se acabó en 1548 habiendo fallecido D. Hugo. Para su construcción se destinó el campo llamado de los Hidalgos y fue obra de los hermanos Martín y Juan de Aguirre. Tomó posesión del convento Fr. Tomás Esquibel, prior de Predicadores de Zaragoza y vicario general de la Corona de Aragón, trayendo consigo a once religiosos. Salieron a recibirles el clero, doña Greyda con sus cuatro nietas y el pueblo en masa. Se eligió como prior a Fr. Alonso Valentín y la consagración la ofició don Francisco de Urriés, obispo de Urgel, dedicando el templo en honor de la Anunciación de Nuestra Señora, con el título del Remedio.
Doña Greyda dejó mandado que la enterrasen con el hábito de la orden dominica y sin ataúd, ante el altar mayor de este templo, donde fue enterrado con anterioridad su consagrante el obispo Francisco de Urriés.
En su construcción primitiva, la fachada tuvo en torno a los 20 m de altura, toda de piedra, primorosamente elaborada, con una escultura de más que mediano relieve, que formó sus zócalos, basas y capiteles y, al medio, la Virgen dando el rosario a Santo Domingo, ambas imágenes, de cuerpo entero de yeso endurecido, a toda perfección. 
En el presbiterio de la iglesia, se construyó el panteón para la familia Urriés que guardo sus restos hasta una fecha próxima a 1928, que fueron trasladados al Panteón que poseen en la Basílica de Nuestra Señora del Pilar de Zaragoza. 
La iglesia se comunicaba con el Palacio de Ayerbe por un camino largo cubierto.
Como consecuencia de la desamortización, el convento fue abandonado por los religiosos dominicos y destinado a posada. Su biblioteca y demás objetos de valor desaparecieron.
Durante la guerra de la Independencia, los franceses se encerraron y atrincheraron en la iglesia y torre campanario del referido edificio. En 1810 las tropas nacionales no tuvieron otro remedio que prenderle fuego para que la desalojaran las tropas napoleónicas.
El día 11 de abril de 1855 se inauguró como parroquia de San Pedro, después de repararse y acondicionarse, bajo la tutela del arquitecto Ramón Villanueva, con una subvención del Gobierno de la reina Isabel II, mercéd a las activas gestiones del entonces párroco Don Jaime Borra y las diligencias practicadas por el ayerbense Don Mariano Soler, por entonces Magistrado de Pamplona.
Entre 1855 y 1859 Genaro Ferrer construyó la calajera de la sacristía, copia de la de Almudébar, es de madera de pino y nogal, siendo de bronce los tiradores. El órgano, obra de los talleres Nogués de Zaragoza, fue montado entre 1859 y 1860. La sillería del coro, realizada en madera de nogal, es un buen trabajo de gusto ecléctico, siendo también obra de Genaro Ferrer, que la realizó en 1861; consta de 22 sitiales que en la práctica se reducen a 20.
Cuando se inauguró la actual parroquia, únicamente se colocó en la torre un cimbalico (campana pequeña), para avisar al vecindario de la celebración de misas y otros actos de culto, manteniéndose el juego de campanas que había en el campanal, porque se alegó estar fuerte y sólido.
El 25 de febrero de 1861 un incendio destruyó el retablo del altar mayor, que fue regalo del marqués de Ayerbe. Desde el 26 de mayo hasta el 10 de octubre de 1866 realizaron el actual retablo por obra del escultor Eugenio Serrano cuyas imágenes elaboró José Pueyo.
En la década de 1880 se desmontó la torre de esta iglesia.
En 1964, después de ser promulgado el decreto "Sacrosanctum Concilium", primera de las constituciones aprobadas por el Concilio Vaticano II, D. José Cor, cura párroco de Ayerbe, entendiendo a su manera el Capítulo VII puntos 124 y 125, destruyó algunas de las imágenes que adornaban el Altar Mayor (santa Leticia, santa Bárbara, san Lorenzo y san Vicente), además se deshizo del facistol del coro y descolgó los dos púlpitos con sus tornavoces o doseles que había a la entrada del presbiterio, de los que uno desapareció.
La mesa del Altar actual fue un regalo de D. Antonio Sarasa, y durante las obras de su colocación apareció un obispo enterrado en buen estado de conservación, seguramente D. Francisco de Urriés.
Al hacer obras de acondicionamiento en la capilla donde se guardan los pasos de Semana Santa, aparecieron unos nichos con cadáveres momificados, que se sospecha fueran todos de la familia Ena.
Durante los últimos años ya son varios los objetos de valor que han desaparecido: la plancha de cobre que sirvió para hacer las litografías del cuadro del retablo de la ermita de San Pablo, el portapaz de plata de San Pedro, la casulla de seda morada del siglo XVI que regaló doña Greida de Lanuza y algunos otros ornamentos.